# Eugerres brasilianus
Eugerres brasilianus és una espècie de peix pertanyent a la família dels gerrèids.

## Descripció
- Pot arribar a fer 50 cm de llargària màxima (normalment, en fa 20).[6][7][8]

## Hàbitat
És un peix marí, demersal i de clima tropical.

## Distribució geogràfica
Es troba a l'Atlàntic occidental central: des de Carolina del Sud (els Estats Units) fins a Santa Catarina (el Brasil).

## Observacions
És inofensiu per als humans.